# شيرالي مسلموف
شيرالي فرزالي مسلموف ((بالأذرية: Şirəli Fərzəli oğlu Müslümov)‏؛ (بالروسية: Ширали Фарзали оглы Муслимов)‏) (يعتقد أنه ولد في 26 مارس 1805 - وتوفي في 2 سبتمبر 1973)، وهو راعي اغنام أذربيجاني ذو عرقية طاليشية من قرية بارزافو في منطقة ليريك الأذربيجانية، وهي منطقة جبلية بالقرب من الحدود الإيرانية. يعتقد أنه من أكبر المعمرين الذي عاشوا على الإطلاق، عندما توفي في 2 سبتمبر 1973 كان عمره يناهز 168 عاماً. ويعتبر أكبر سناً من الفرنسية جين كالمينت بـ 46 عاما، التي عاشت 122 عاما.